# 리엄 매킨타이어
리엄 매킨타이어(Liam McIntyre, 1982년 2월 8일 ~ )는 오스트레일리아의 배우이다. 《스파르타쿠스 2: 복수의 시작》에서 스파르타쿠스 역을 맡고 있다.

## 출연 작품
- 좀비캠프 (2020)
- 트롤 브릿지 (2018)
- 수어사이드 스쿼드: 헬 투 페이 (2018)
- 애플 오브 마이 아이 (2017)
- 스페셜 시큐리티 : 라스트 미션 (2017)
- 더 킬링 필드 (2014)
- 헤라클레스: 레전드 비긴즈 (2014) - 소티러스 역
- 스파르타쿠스 : 최후의 전쟁 (2013)
- 스파르타쿠스 2 : 복수의 시작 (2012)